# Masivul Grappa
Masivul Grappa este o grupă montană⁠(d) a Subalpilor Venețieni⁠(d). Muntele principal al masivului este Monte Grappa. Se află în regiunea Veneto între provinciile Vicenza, Belluno și Treviso.

## Istorie
Masivul Grappa este celebru pentru evenimentele istorice din Primul Război Mondial, când s-a aflat, timp de un an, pe linia frontului între Austro-Ungaria și Italia.

## Geografie

### Masivul Grappa
Masivul Grappa este situat pe lanțul de Subalpilor Venețieni, între câmpia venetă⁠(d) la sud și teritoriile central-alpine, în nord. Râul Brenta îl desparte la vest de platoul Asiago⁠(d), în timp ce la est limitele sale sunt trasate de râul Piave, care îl desparte de grupa Ceseno-Visentină. La nord se află Lacul Corlo, și valea Feltre. Masivul, odinioară cunoscut ca Alpe-Madre, este împărțit între trei provincii: vestul în Vicenza, sudul în Treviso și nord-estul în Belluno.
Altitudinea maximă, în punctul Cima Grappa, măsoară 1775 m d.m. dar teritoriul său este caracterizat prin prezența multor alte vârfuri între care principalele ar fi Col Moschin (1.279 m), Colle della Berretta, Monte Asolone, Monte Pertica, Prassolan, Munți, Griffiths, Fantana, Uscat, Muntele Peurna, Monte Santo, Monte Tomatico, Meatte, Monte Pallon și Monte Tomba⁠(d).

#### Versantul sudic
Versantul sudic al Masivului Grappa se întinde de la râul Brenta la vest până la râul Piave la est și include localități mici, distribuite pe picioare de munte și pe un teritoriu care coboară de pe dealuri, spre câmpiile din Veneto.
În această centură se află comunele Pederobba, Crespano del Grappa, Borso del Grappa, Paderno del Grappa, Possagno, Cavaso del Tomba, Romano d'Ezzelino și Pove del Grappa. Localități importante, mai ales din punct de vedere turistic, sunt Bassano del Grappa, Castelfranco Veneto, Valdobbiadene, Marostica, Asolo și Maser.

### Geomorfologie
Originea sa, de aproximativ acum zece milioane de ani în urmă, este atribuită ciocnirii încă în curs de desfășurare între placa continentală africană și cea europeană. Rocile care formează masivul sunt într-adevăr de origine marină. Aceste sedimente au fost supuse de-a lungul erelor geologice, prin diageneze⁠(d), la o considerabilă cimentare și, ulterior, au fost înălțate ca urmare a acestor presiuni care au dus la înălțarea lanțului alpin.
Principalele tipuri de roci care se găsesc astăzi în Grappa sunt:
- Calcarele cenușii, cea mai veche formațiune care constituie cea mai mare parte a masivului, și formează aflorimente în pantele abrupte, și în văile adânci. Constituția calcaroasă a generat fenomene carstice, care sunt atât de larg răspândite încât a dus la descoperirea în ultimii ani a numeroase peșteri bogate în stalactite, avenuri adânci și tuneluri de o valoare considerabilă;
- Amonit roșu, de natură calcaroasă, dă viață unor „orașe de piatră”, care se observă, de exemplu, în Val Poise și Meda;
- Șerpar, tot de natură calcaroasă, găsit la Cima Grappa, și toate vârfurile rotunjite ale Masivului, și, în același timp, pe munții din zona satelor Semonzo⁠(d) și Borso;
- Gips roșu, un calcar argilos, materie primă pentru producția de ciment.[4]

În plus, Masivul Muntelui Grappa a fost supus, pe parcursul secolelor, diverșilor agenți exogeni care au contribuit la schimbarea structurii morfologice:
- Ghețarii, responsabili atât pentru tăieturile profunde ale văilor Brenta și Piave, și, împreună cu acțiunea apelor, de formarea văilor secundare. Ele sunt, de asemenea, responsabile de circurile glaciare prezente pe la vârful Grappa;
- Torentele, din cauza naturii carstice a Masivului Grappa, sunt prezente doar cu ocazia unor ploi persistente și abundente. Având în vedere pantele abrupte ale albiilor, acțiunea lor de eroziune a fost și este, cu siguranță, eficientă și de natură să justifice rugozitatea sălbatică a versanților și văilor. Unde zona de captare este mare, aceste cursuri de apă temporare au dat naștere unor conuri de aluviuni, unele dintre cele mai caracteristice fiind cel din Val Cornosega între Semonzo și Borso;
- Fenomenele carstice, după cum s-a menționat mai sus, sunt foarte dezvoltate în masiv. Acest lucru este demonstrat de prezența unor peșteri și avenuri, răspândirea de doline și ponoare, lipsa unor cursuri de apă și izvoare de altitudine, apariția de „orașe de piatră” și observarea de găuri, goluri sau urme în lapiezuri pe bolovanii ieșiți.[5]

### Flora

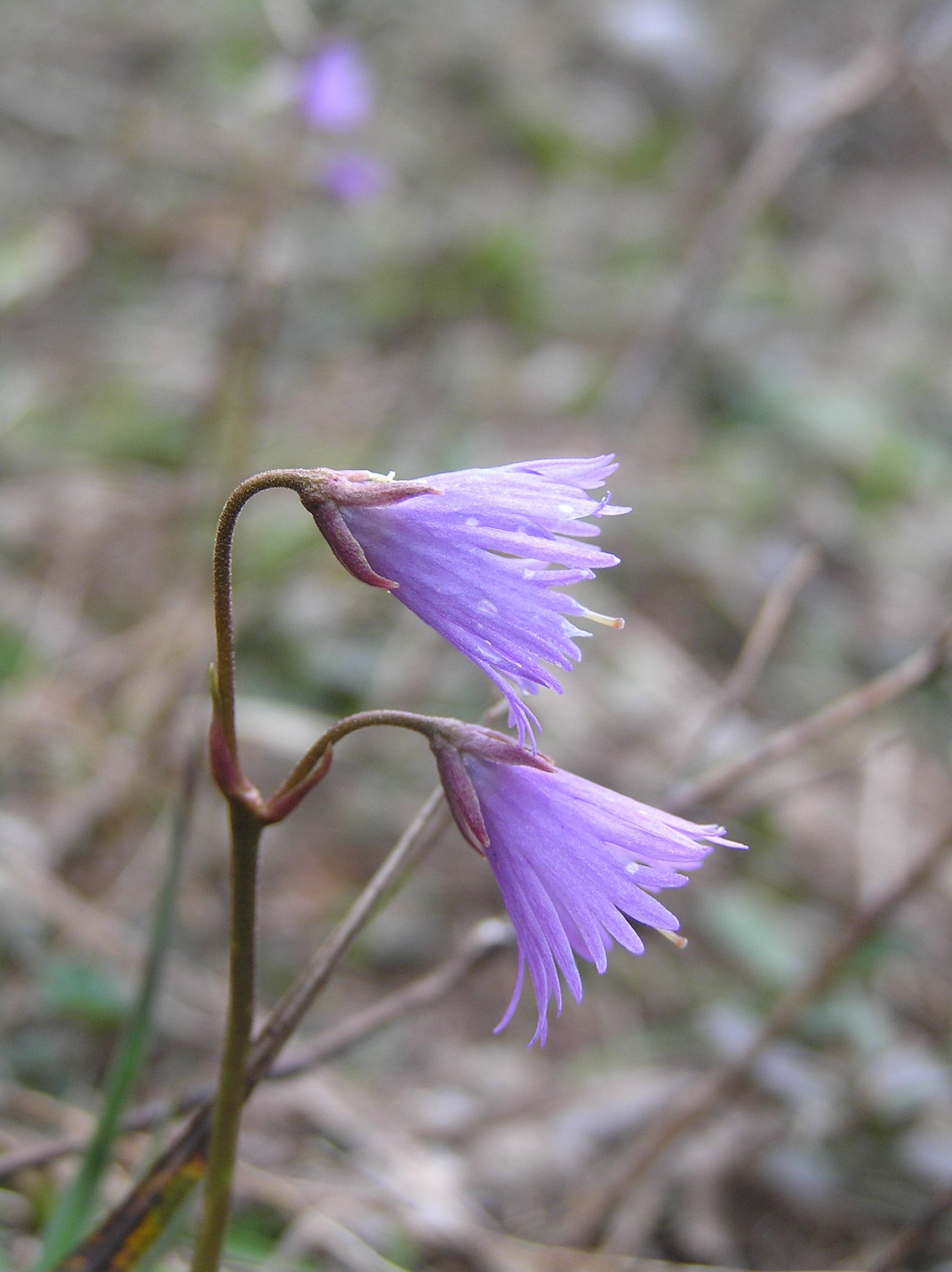
Soldanella montana

Poziția geografică a muntelui Grappa și a întregii părți sudice a masivului, până la câmpia venetă, face din ea o zonă deosebit de bogată, din punct de vedere floristic și al vegetației. Condițiile climatice care rezultă din localizarea sa au promovat integrarea vegetației de arbuști, tipică zonelor mediteraneene, cu formațiuni de montane și boreale, care ocupă spații relativ restrânse între care se găsesc păduri predominant de conifere și arbuști subalpini, specifice zonelor acoperite mult timp de zăpadă. Arborii și arbuști sunt brad argintiu, molid, fag; florile tipice sunt Soldanella⁠(d), bulbucul de munte, clematis și tulichina⁠(d).

### Fauna
Și din punct de vedere al faunei sălbatice, în Grappa există o anumită bogăție. Printre speciile de animale prezente sunt căprioara, capra neagră⁠(d), muflonul⁠(d) și cerbul; se pot observa păsări de pradă, cum ar fi uliul, șoimul, acvila de munte și bufnița; și, printre altele, veverița⁠(d), vulpea, viezurele, șopârla verde și mai multe specii de libelule. De asemenea, după 200 de ani de absență, a revenit și prezența lupului.